# Лазар Стругар
Лазар Стругар је српски глумац.

## Глума у филмовима
| Год.  | Назив                        | Улога    |
| ----- | ---------------------------- | -------- |
| 2001. | Црни у души                  | Иван     |
| 2001. | Бар—Београд вија Пекинг (ТВ) | Матурант |
| 2002. | Шахт                         | Стојан   |
| 2004. | Кад порастем бићу Кенгур     | Авакс    |
| 2005. | Кошаркаши (серија)           | Раде     |
| 2007. | Бора под окупацијом          |          |
| 2022. | Комунистички рај             |          |